# Manuel López (piłkarz)
Manuel Estuardo López Rodas (ur. 26 kwietnia 1990 w Puerto Barrios) – gwatemalski piłkarz występujący na pozycji środkowego obrońcy, reprezentant Gwatemali, od 2024 roku zawodnik Marquense.